# FK Noves Spišská Nová Ves
Futbalový klub Noves Spišská Nová Ves w skrócie FK Noves Spišská Nová Ves – słowacki klub piłkarski, grający w trzeciej lidze słowackiej, mający siedzibę w mieście Nowa Wieś Spiska.

## Historia
Klub został założony w 1914 roku. W latach 1938–1942 grał w pierwszej lidze słowackiej. Za czasów istnienia Czechosłowacji największym sukcesem klubu był awans do drugiej ligi czechosłowackiej. Grał w niej w latach 1945–1946, 1964–1965, 1966–1969, 1977–1982 i 1984–1985. Z kolei po rozpadzie Czechosłowacji najpierw grał w trzeciej lidze słowackiej. W sezonie 1999/2000 występował w drugiej lidze. W sezonie 2015/2016 ponownie grał w drugiej lidze. Spadł z niej w sezonie 2017/2018.

## Historyczne nazwy
- 1914 – Iglói SE (Iglói Sport Egyesület)
- 1919 – ŠK Tatran Spišská Nová Ves (Športový klub Tatran Spišská Nová Ves)
- 1922 – AC Spišská Nová Ves (Atletický club Spišská Nová Ves), zkráceně ACN – Atletický club Novoveský
- 1948 – Sokol Spišská Nová Ves
- 1950 – TJ Sokol Lokomotíva Spišská Nová Ves (Telovýchovná jednota Sokol Lokomotíva Spišská Nová Ves)
- 1953 – TJ Lokomotíva Spišská Nová Ves (Telovýchovná jednota Lokomotíva Spišská Nová Ves)
- 1966 – TJ LB Spišská Nová Ves (Telovýchovná jednota Lokomotíva-Bane Spišská Nová Ves)
- 1990 – TJ AC LB Spišská Nová Ves (Telovýchovná jednota Atletický klub Lokomotíva-Bane Spišská Nová Ves)
- 1993 – FK AC LB Spišská Nová Ves (Futbalový klub Atletický klub Lokomotíva-Bane Spišská Nová Ves)
- 1996 – MFK Lokomotíva VTJ Spišská Nová Ves (Mestský futbalový klub Lokomotíva Vojenská telovýchovná jednota Spišská Nová Ves)
- 1999 – FK VTJ Spišská Nová Ves (Futbalový klub Vojenská telovýchovná jednota Spišská Nová Ves)
- 2003 – FK Spišská Nová Ves (Futbalový klub Spišská Nová Ves)
- 2017 – FK Noves Spišská Nová Ves (Futbalový klub Noves Spišská Nová Ves)

## Stadion
Domowe mecze klub rozgrywa na stadionie w Nowej Wsi Spiskiej. Stadion może pomieścić 4000 widzów.